# Dolcetto d’Acqui
Dolcetto d’Acqui ist ein italienischer Rotwein und ein Weinbaugebiet mit geschützter Herkunftsbezeichnung aus der Provinz Alessandria in der Region Piemont. Der Wein hat seit 1972 eine „kontrollierte Herkunftsbezeichnung“ (Denominazione di origine controllata – DOC), die zuletzt am 7. März 2014 aktualisiert wurde.

## Anbau
Insgesamt gehören 23 Gemeinden zum zugelassenen Gebiet.
Die Weine dürfen in den folgenden Gemeinden angebaut und vinifiziert werden: Acqui Terme, Alice Bel Colle, Bistagno, Cartosio, Cassine, Castelletto d’Erro, Castelnuovo Bormida, Cavatore, Denice, Grognardo, Melazzo, Monferrato, Montechiaro d’Acqui, Morbello, Orsara Bormida, Ponti, Ponzone, Ricaldone, Rivalta Bormida, Sezzadio, Spigno Monferrato, Strevi, Terzo und Visone.
Im Jahr 2016 wurden 11.065 hl des DOC-Weins erzeugt.

## Erzeugung
Der Dolcetto d’Acqui wird zu 100 % aus der Rebsorte Dolcetto hergestellt. Der Käufer kann die Weinflaschen mindestens zwei bis vier Jahre lagern.

## Beschreibung
Laut Denomination (Auszug):
- Farbe: intensives rubinrot mit Tendenz zu ziegelrot mit zunehmender Reife
- Geruch: weinig, leicht, charakteristisch
- Geschmack: trocken, weich, angenehm mandelig oder herb
- Alkoholgehalt: 11,5 % Vol. (ab einem Alkoholgehalt von 12,5 Vol.-% darf der Wein die Qualitätsbezeichnung Superiore tragen.)
- Säuregehalt: 5,0 g/l
- Trockenextrakt: 21,0 g/l